# Iles
Iles là một khu tự quản thuộc tỉnh Nariño, Colombia. Thủ phủ của khu tự quản Iles đóng tại Iles Khu tự quản Iles có diện tích 82 ki lô mét vuông. Đến thời điểm ngày 28 tháng 5 năm 2005, khu tự quản Iles có dân số 6300 người.